# Тисдейл, Эшли
Э́шли Мише́ль Ти́сдейл (англ. Ashley Michelle Tisdale; род. 2 июля 1985 года, Уэст Дил, Нью-Джерси, США) — американская актриса, певица и телевизионный продюсер. Тисдейл стала первой артисткой, которая дебютировала в Billboard Hot 100 с двумя песнями одновременно на неделе 12 февраля 2006 года, с песнями «What I’ve Been Looking For» и «Bop to the Top», входящими в саундтрек «Классный мюзикл».
После её первого появления в фильме «Классный мюзикл», она подписала контракт с Warner Bros. Records и начала сольную музыкальную карьеру. Её дебютный альбом Headstrong был выпущен в феврале 2007 года, дебютировав № 5 в американском чарте с 64 000 проданными копиями на первой неделе, и потом был сертифирован как золотой по данным Recording Industry Association of America. Второй студийный альбом Guilty Pleasure был выпущен в 2009 году. У Тисдейл также была знаменитая роль озвучивания Кэндес Флинн в мультсериале «Финес и Ферб» на Disney Channel, а также главная роль в телевизионном фильме 2008 года «Сквозь объектив» и в художественном фильме «Пришельцы на чердаке» в 2009 году.

## Детство и начало карьеры
Тисдейл родилась 2 июля 1985 года в Уэст Диле, округ Монмут штата Нью-Джерси, в семье Лизы (урождённая Моррис) и Майка Тисдейла, директора строительной компании. Она выросла в городке Оушэн Тауншип, Монмут. Её старшая сестра, Дженнифер Тисдейл — актриса, а её дедушка по матери, Арнольд Моррис, создал ножи модели Ginsu. Через своего дедушку она познакомилась с известным бизнесменом Роном Поупилом. Она является еврейкой по материнской линии.
У неё были красивые курчавые волосы, большие глаза, и она улыбалась мне огромной улыбкой.
В 3 года Тисдейл встретила своего действующего менеджера Билла Перлмана в торговом комплексе в Нью-Джерси. Он посылал её на многочисленные прослушивания для рекламы, вследствие чего она снялась в более, чем 100 рекламах по национальному кабельному телевидению, будучи ребёнком. Она начала свою театральную карьеру появлением в «Цыганка: Музыкальная басня» и «Звук музыки» в Еврейском общественном центре в округе Монмут.
В 8 лет её отобрали на роль Козетты в бродвейском мюзикле «Отверженные». «Когда я была маленькая, я посмотрела пьесу „Отверженные“ на Бродвее, и я подумала, что это было самое удивительное, что я когда-либо видела, поэтому я пошла к своему менеджеру и сказала, что хочу сыграть эту роль», — говорит Тисдейл в интервью Newsday в 2007 году. Она также утверждает, что у неё был один урок пения до того, как она получила роль. Тисдейл была на гастролях 2 года с мюзиклом «Отверженные» до того, как получила роль в международном постановочном туре «Энни». В 12 лет Тисдейл спела в Белом доме для Президента Клинтона.
Несмотря на такую загруженность в детстве, Тисдейл рассказывала, что настоящий успех к ней пришёл только после 18 лет.

## Карьера

### 1996—2006

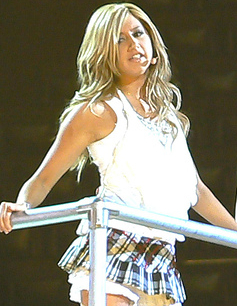
Тисдейл выступает в туре «Классный мюзикл: Концерт».

В конце 1990-х и начале 2000-х годов у Тисдейл были незначительные роли в нескольких телесериалах таких, как «Хьюли», «Умный парень», «Седьмое небо», «Бостонская школа», «Бетти» и в художественных фильмах «Приключения Флика» и «Донни Дарко». В это время она одновременно работала моделью Ford. За свою роль в сериале «Бостонская школа» она получила в 2000 году номинацию на Young Artist Award как «Лучшая приглашенная роль в ТВ драме». В 2004 году её отобрали на роль подростковой продавщицы сладостей Мэдди Фицпатрик в сериале «Всё тип-топ, или Жизнь Зака и Коди» на Disney Channel, который вышел в марте 2005 года и закончился в 2008 году. Позднее она выиграла свою первую британскую награду Nickelodeon Kids’ Choice Awards как «Лучшая ТВ-актриса», благодаря её роли Фицпатрик.
Хотя продюсеры нового фильма «Классный мюзикл» на Disney Channel изначально не принимали её во внимание из-за «образа прилежной девочки» в «Жизнь Зака и Коди», Тисдейл в конечном счете, получила роль популярной, самовлюбленной ученицы старших классов Шарпей Эванс в фильме 2006 года. Саундтрек, в котором Тисдейл представила свои вокальные данные в нескольких песнях, стал самым продаваемым альбомом в США того года. Тисдейл стала первой артисткой, которая дебютировала с двумя песнями одновременно в Billboard Hot 100 с «What I’ve Been Looking For» и «Bop to the Top», обе с саундтрека к фильму. «Классный мюзикл» стал самым просматриваемым фильмом на Disney Channel того года, с 7,7 миллионами зрителей на американской премьере по телевизору.
Благодаря популярности, заработанной Тисдейл за её роль, Warner Bros. Records подписал с ней звукозаписывающий контракт в июле 2006 года, и она начала работать на своим дебютным альбомом. Тисдейл записала кавер-версию песни «Kiss the Girl» для перевыпуска DVD «Русалочка» и версию песни дуэта Wham! «Last Christmas», которая позднее была выпущена в США через Warner Bros.

### 2007—2009

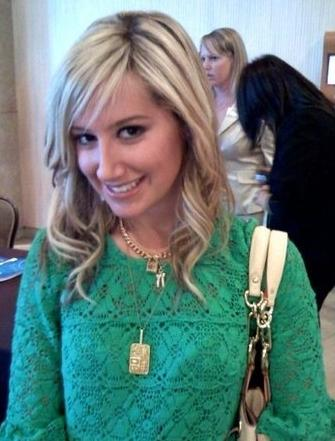
Тисдейл на приеме, организованном каналом ABC в 2007 году.

Headstrong стал дебютным альбомом, выпущенным в феврале 2007 года лейблом Warner Bros., сертифицированный в США как золотой и дебютировавший 5 строкой в Billboard 200 с продажами в 64 000 копий на неделе. «Be Good to Me» был выпущен как первый сингл с альбома в декабре 2006 года и «He Said She Said» — вторым, в сентябре 2007 года. В 2008 году «Not Like That» и «Suddenly» были выпущены синглами в некоторых странах, за исключением США. Музыкальный DVD с заголовком «Кое-что об Эшли» (There’s Something About Ashley) вышел вслед за релизом дебютного альбома с трехпесенной трилогией, включающей клипы и документальный фильм о создании Headstrong.
Тисдейл снова сыграла Шарпей Эванс в фильме «Классный мюзикл: Каникулы», втором из серии фильмов, и проявила свои вокальные данные в нескольких треках к саундтреку фильма. Её исполнение в фильме было критически приветствовано многими СМИ, как например The Hollywood Reporter. «Классный мюзикл: Каникулы» просмотрели 17 миллионов человек в ночь премьеры, и он стал самым просматриваемым фильмом на кабельном телевидении. Тисдейл озвучила Кэндэс Флинн, главную героиню в мультсериале «Финес и Ферб» на Disney Channel, а также спела для саундтрека к нему.
Как продюсер Тисдейл создала свою собственную продюсерскую компанию в 2008 году и назвала её Blondie Girl Productions. У Тисдейл была первая главная роль непопулярного и забитого подростка Мэнди Гилберт в фильме 2008 года «Сквозь объектив» на ABC Family, она также стала исполнительным продюсером фильма, который просмотрели 4,3 миллиона зрителей в ночь премьеры.
В 2008 году Тисдейл сыграла в фильме «Классный мюзикл: Выпускной». В 2009 году за эту роль она получила премию MTV Movie Awards 2009 в номинации «Лучшая новая актриса», и была одобрена многими критиками, включая Оуэна Глейбермана из Entertainment Weekly, который назвал её одной из самых выдающихся звезд кино, и сказал, что её изображение Эванс делает «нарциссизм глупым, ослепительным удовольствием», а Марк Кермод сказал, что Тисдейл — «Лучшая актриса второго плана» 2008 года. «Классный мюзикл: Выпускной» заработал $42 миллиона в США за первый уикенд, став самым кассовым музыкальным фильмом.

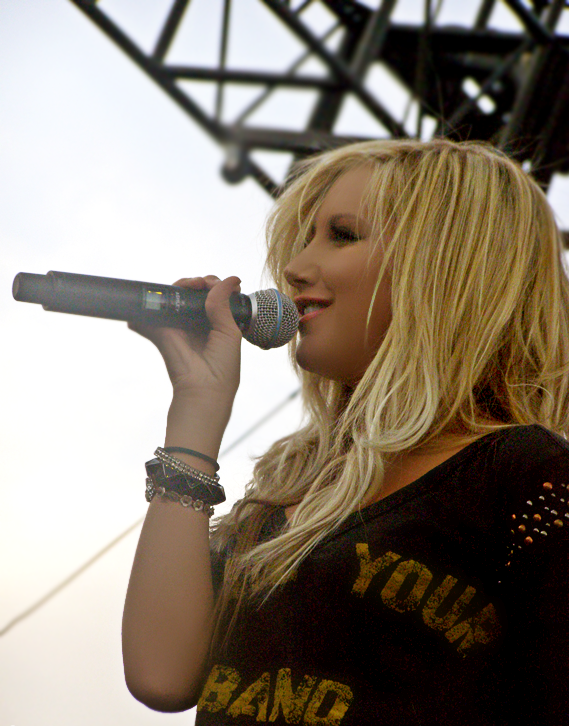
Тисдейл поет на открытии первого Microsoft Store в Скоттсдейле в октябре 2009 года.

Её второй студийный альбом Guilty Pleasure был выпущен в 2009 году. Тисдейл описала его, как «более рокерский и дерзкий» альбом. Он получил смешанные отзывы, с рейтингом 54 % на Metacritic, а Billboard заявил, что альбом «не дает пространства певице, чтобы комфортно развернуться». Guilty Pleasure дебютировал 12 строкой в Billboard 200 с продажами в 25 000 копий на первой недели релиза с небольшими коммерческими выступлениями по сравнению с её дебютным альбомом. Песня «It’s Alright, It’s OK» была выпущена первым синглом с альбома в апреле на радио и в цифровом формате, а вторым синглом, выпущенный в октябре, стала песня «Crank It Up».
В 2009 году Тисдейл сыграла в фильме «Пришельцы на чердаке» главную роль Бэтани Пирсон, и хотя она по титрам одна из главных героев, The New York Times сказал: «Тисдейл нет на экране фильма большую часть времени». Фильм имел средний кассовый успех, заработав $60 миллионов в мировом прокате.

### 2010—2013 год
В 2010 году имя Тисдейл было связано с многочисленными будущими проектами. Было объявлено, что Тисдейл отобрана на фильм «Неспящая красавица» и в ремейк фильма 1989 года «Маленькая колдунья». Её участие на канале The CW Television Network в пилотной серии сериала «Адские кошки» было анонсировано на март, тогда как The Hollywood Reporter доложил, что Тисдейл заявлена на съёмки второй главной роли Саваны Монро, энергичной и яростно упорной капитанши команды Hellcats. Премьера спин-оффа фильма «Классный мюзикл» под названием «Шикарное приключение Шарпей» была назначена на Disney Channel на лето 2011 года, в нём Тисдейл снова сыграла свою роль Шарпей Эванс, а также была исполнительным продюсером. Тисдейл и её продюсерская компания подписали в 2010 году многолетний контракт с Relativity Media на создание и продюсирование сериалов.
В 2013 году Эшли Тисдейл снялась в фильме «Очень страшное кино 5». 16 декабря 2013 года Эшли Тисдейл выпустила новую песню «You’re Always Here».
Это сингл, который был написан в память о дедушке Эшли Тисдейл. Деньги с покупки сингла пошли в благотворительный фонд детского госпиталя St. Jude.

### 2018 год
27 июля 2018 года Эшли Тисдейл посетила мероприятие Amazon Music Unboxing Prime Day на котором она сообщила что планирует выпустить третий по счету студийный альбом. Альбом получил название «Symptoms» об этом певица сообщила в своих социальных сетях, а также журналу «Billboard». Третий альбом будет выпущен под новым лейблом «Big Noise». 10 октября 2018 года Эшли Тисдейл анонсировала выход новой песни под названием «Voices In My Head», релиз которой состоялся 8 ноября 2018 года. Премьера видеоклипа на песню «Voices In My Head» состоялась 14 ноября 2018 года. 8 января 2019 года Эшли Тисдейл анонсировала выход второго сингла под названием «Love me or let me go», релиз которой состоялся на 25 января 2019 года.

## Музыкальный стиль
Музыка Тисдейл в основном поп и включает баллады и поп-рок. Любовь и расставания — главные темы в песнях Тисдейл, и в её произведениях используются электронные инструменты, например, барабаны и электрические гитары. Она написала совместно несколько песен для своих студийных альбомов. Её музыкальные пристрастия включают Келли Кларксон, The Used, Boys Like Girls, Майкл Джексон, My Chemical Romance, Леди Гага и Ферги, а в интервью AOL Тисдейл сказала: «Я была большим фанатом Pink с начала её карьеры. Я люблю чувство юмора Кэти Перри и её страсть к поп-року. Я люблю музыку Пэт Бенатар. Меня вдохновляют все эти женщины, когда я собираюсь в студию, но практически все вдохновляет меня.».

## Публичный имидж

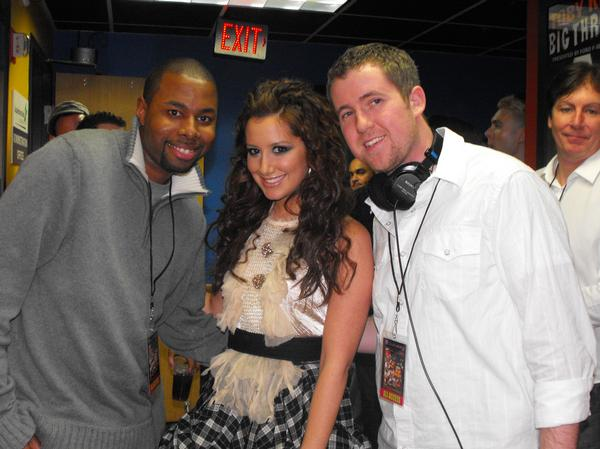
Тисдейл и фанаты на Q100 Jingle Ball 2008

Тисдейл — член Creative Artists Agency. В 2007 году Тисдейл появилась в рекламной кампании для Staples, Inc. в лотереи Geared 4 School и появилась в рекламной кампании, включющей тур по торговым центрам в США, для Eckō Red, бренда одежды, в котором она выступала на модных показах, Тисдейл была романтически увлечена Джаредом Мурилло и разорвала отношения с ним в марте 2009 года. В марте 2007 года Тисдейл сказала Blender, что она не наркоманка и не алкоголичка и не курит, а потом добавила: «Моя мама реально вселила самоуверенность в меня, поэтому я не просто кто-то, кого можно уровнять под одну планку.». Она заняла 10 место в списке Hot 100 журнала Maxim в 2008 году и 94 место в списке Forbes 2008 Celebrity 100.
В ноябре 2007 года Тисдейл подверглась септопластике, чтобы частично исправить искривлённый нос. Она пояснила, что это было сделано «для здоровья, а не из-за убеждений о пластической хирургии». Процедура исправила 2 маленьких перелома в носу, которые мешали ей дышать. Она рассказала журналу People о хирургии, и что ей было важно быть честной перед фанатами.
В 2008 году Тисдейл заняла 17 место в списке «High Earners Under 30» журнала Forbes и заработала $2,8 миллиона с фильма «Классный мюзикл: Выпускной». Она также объединилась с Huckleberry Toys, чтобы выпустить ограниченное количество кукол, сделанных по её подобию. Она была лицом Degree Girl в США и записала несколько рекламных роликов и песен, чтобы продвинуть продукт. В 2009 году Тисдейл подписала пятигодовой контракт с линией итальянской одежды Puerco Espin и стала волонтером в благотворительной кампании 2009 года Get on the Bus.

## Личная жизнь
В 2007—2009 годах встречалась с Джаредом Мурилло. С 2009 по декабрь 2011 года встречалась со Скоттом Спиром.
С декабря 2012 года Эшли встречается с Кристофером Френчем. 9 августа 2013 года было объявлено об их помолвке, а 8 сентября 2014 года пара поженилась. 23 марта 2021 года у супругов родилась дочь Джупитер Айрис Френч.

## Фильмография

### Фильмы
| Год  | Название                               | Роль             | Примечания                                                          |
| ---- | -------------------------------------- | ---------------- | ------------------------------------------------------------------- |
| 1998 | Приключения Флика                      | Муравьишка-скаут | Озвучка                                                             |
| 2001 | Донни Дарко                            | Ким              |                                                                     |
| 2001 | Выбор Натана                           | Стефани          |                                                                     |
| 2002 | The Mayor of Oyster Bay                | Дженнифер        | Тв-фильм                                                            |
| 2006 | Классный мюзикл                        | Шарпей Эванс     | Disney Channel Original Movie                                       |
| 2006 | Шёпот сердца                           | Юко Харада       | Озвучка                                                             |
| 2007 | Классный мюзикл: Каникулы              | Шарпей Эванс     | Disney Channel Original Movie                                       |
| 2007 | Добейся успеха: Всё за победу          | Саму себя        | Видео                                                               |
| 2008 | Сквозь объектив                        | Мэнди Гилберт    | ABC Family Original Movie Исполнительный продюсер, главная роль     |
| 2008 | Классный мюзикл: Выпускной             | Шарпей Эванс     |                                                                     |
| 2009 | Пришельцы на чердаке                   | Бетани Пирсон    |                                                                     |
| 2010 | Адские кошки                           | Саванна Монро    |                                                                     |
| 2011 | Финес и Ферб: Покорение 2-го измерения | Кэндес Флинн     | Озвучка                                                             |
| 2011 | Шикарное приключение Шарпей            | Шарпей Эванс     | Disney Channel Original Movie Исполнительный продюсер, главная роль |
| 2012 | Сыны Анархии                           | Эмма             |                                                                     |
| 2013 | Очень страшное кино 5                  | Джоди            |                                                                     |
| 2014 | Сердце вдребезги                       | играет себя      |                                                                     |
| 2016 | Всё по-взрослому                       | Фэллон           |                                                                     |
| 2016 | Распрекрасный принц                    | Золушка          | Мультфильм, озвучка                                                 |

### Телевидение
| Частые появления           | Частые появления                   | Частые появления  | Частые появления                            |
| Год                        | Название                           | Роль              | Примечания                                  |
| -------------------------- | ---------------------------------- | ----------------- | ------------------------------------------- |
| 2005—2008                  | Всё тип-топ, или Жизнь Зака и Коди | Мэдди Фицпатрик   | Главная роль (75 эпизодов)                  |
| 2007—2015                  | Финес и Ферб                       | Кэндес Флинн      | Главная озвучка (Все эпизоды до настоящего) |
| 2010                       | Чертовки Hellcats                  | Саванна Монро     | Постоянная роль, пилотный сериал            |
| 2015                       | Парикмахерская                     | Денни Джордано    | Главная роль                                |
| 2019—2020                  | Второй шанс Кэрол                  | Дженни Кенни      | Постоянная роль                             |
| 2020—2021                  | Танцор в маске                     | самой себя        | Член жюри                                   |
| Появления в качестве гостя |                                    |                   |                                             |
| Год                        | Название                           | Роль              | Примечания                                  |
| 1997                       | Умный парень                       | Эми               |                                             |
| 1997                       | Седьмое небо                       | Дженис            |                                             |
| 2000                       | Беверли-Хиллз, 90210               | Николь Лумис      |                                             |
| 2000                       | Шоу Аманды                         | Cold-Curer        | 3 эпизода                                   |
| 2000                       | Movie Stars                        | Студентка         |                                             |
| 2000                       | Шоу Джины Дэвис                    | Трейси            |                                             |
| 2000                       | Бостонская школа                   | Кэрол Прейдор     |                                             |
| 2001                       | Бетти                              | Джессика          |                                             |
| 2001                       | Опять и снова                      | Марни             |                                             |
| 2001                       | Кейт Брэшер                        | Вайнона           |                                             |
| 2001                       | Зачарованные                       | убегающая девушка | Эпизодическая роль 3 сезон 21 серия         |
| 2002                       | Хьюли                              | Стефани           | 3 эпизода                                   |
| 2003                       | Сильное лекарство                  | Шерри Лауэнштейн  |                                             |
| 2003                       | Grounded for Life                  | Лиа               |                                             |
| 2003                       | Джордж Лопез                       | Оливия            |                                             |
| 2003                       | Непослушные родители               | Бонни             | 4 эпизода                                   |
| 2006                       | Ханна Монтана                      | Мэдди Фицпатрик   | Эпизод «On the Road Again»                  |
| 2007                       | Ким Пять-с-плюсом                  | Камлла Леон       | Озвучка, 3 эпизода                          |
| 2008                       | Студия DC: Почти Живой             | Сама себя         |                                             |
| 2009                       | Люкс-жизнь на палубе               | Мэдди Фицпатрик   | Эпизодическая роль (1 сезон, 13 серия)      |
| 2009                       | Extreme Makeover Home Edition      | Сама себя         |                                             |
| 2010                       | Шоу Кливленда                      | Лейси Стейплтон   | Озвучка, множество эпизодов                 |
| 2012                       | Воспитывая Хоуп                    | Мария Луиза       | 2 сезон, 14 серия                           |
| 2014—2015                  | Молодые и голодные                 | Логан Роулингс    | 2 эпизода                                   |

### Видеоигры
| Год  | Название                                    | Роль        | Примечания                |
| ---- | ------------------------------------------- | ----------- | ------------------------- |
| 2021 | The Dark Pictures Anthology: House of Ashes | Рейчел Кинг | Озвучка и захват движения |

## Дискография

### Студийные альбомы
- Headstrong (2007)
- Guilty Pleasure (2009)
- Symptoms (2019)[48]

### Мини-сборники
- Walmart Soundcheck (2009)

### DVD
- «Кое-что об Эшли» (2007)

## Синглы
- 2006 — «Last Christmas»
- 2006 — «Be Good to Me»
- 2007 — «What Time Is It?»
- 2007 — «He Said She Said»
- 2008 — «Not Like That»
- 2008 — «Suddenly»
- 2008 — «I Want It All» (совместно с Лукасом Грейбилом)
- 2009 — «It’s Alright, It’s OK»
- 2009 — «Crank It Up»
- 2013 — «You’re Always Here»
- 2018 — «Voices In My Head»
- 2019 — «Love Me & Let Me Go»
- 2020 — «Lemons»

## Награды и номинации
| Год  | Результат | Награда                            | Категория                                         | Работа                             | Ссылка |
| ---- | --------- | ---------------------------------- | ------------------------------------------------- | ---------------------------------- | ------ |
| 2000 | номинация | Молодой актёр                      | Лучшая Роль в телевизионном драматическом сериале | Бостонская школа                   | [ 13 ] |
| 2007 | победа    | Nickelodeon UK Kids Choice Awards  | Лучшая ТВ актриса                                 | Всё тип-топ, или Жизнь Зака и Коди | [ 14 ] |
| 2007 | номинация | Premios Oye!                       | Прорыв года — Международная артистка              | Headstrong                         | [ 80 ] |
| 2009 | победа    | 2009 MTV Movie Awards              | Женский прорыв года                               | Классный мюзикл: Выпускной         | [ 30 ] |
| 2009 | номинация | Teen Choice Awards                 | Лучшая актриса: Музыка/Танец                      | Классный мюзикл: Выпускной         | [ 81 ] |
| 2009 | номинация | Teen Choice Awards                 | Summer: Movie Star-Female                         | Пришельцы на чердаке               | [ 81 ] |
| 2009 | номинация | Los Premios MTV Latinoamérica 2009 | Лучшая новая международная артистка               | Guilty Pleasure                    | [ 82 ] |

## Интересные факты
- У Эшли есть три татуировки: на запястье находится слово Fearless («Бесстрашная»), на спине перпендикулярная земле надпись Believe («Верь») и на ноге фраза на французском языке Jamais seule («Никогда не одинока»)[83][84].
- Могла сыграть роль Елены Гилберт в сериале «Дневники вампира», но отказалась.